# Gi. Vi. Emme
La Gi.Vi.Emme è una fabbrica di profumi attiva fin dagli anni venti del XX secolo edificata dall’Impresa di Costruzioni Antonio Bassanini e progettata dagli architetti Cesare e Maurizio Mazzocchi  e che negli anni cinquanta del XX secolo faceva fabbricare le sue boccettine da Salviati a Venezia. Il nome deriva da quello del suo fondatore, Giuseppe Visconti di Modrone.
Comincia in questa occasione l'incontro di Fulvio Bianconi con il vetro. Il suo primo lavoro consiste proprio nel decorare queste boccettine ed è lì che conosce Paolo Venini, per il quale lavorerà subito dopo creando oggetti indimenticabili come i Pezzati e le maschere della commedia dell'arte. Tra i prodotti commercializzati, in decenni di attività, profumi quali "Tabacco di Harar", "Fresco" e "Acqua di Selva". Si ricordano alcune campagne pubblicitarie con manifesti di Marcello Dudovich, Loris Riccio, un libro pubblicato nel 1921 intitolato "L'antro favoloso" illustrato da Max Ninon (Vittorio Accornero de Testa) e un calendarietto da barbiere del 1928 illustrato da Edina Altara.
Cessò l'attività nel 1970.

## Profumi
"Contessa Azzurra" era stato creato dal conte Giuseppe nel 1911, negli stabilimenti del suocero Luigi Erba - fratello di Carlo, industriale farmaceutico. Profumi della G. Vi. Emme.:
"Venezia mia" (in vetro di Murano), "Giardino antico" (in flacone di ceramica), "Subdola", "Ampolle", "Contessa", "Dimmi Di Si", "G. V. M.", "Acqua di Fiume" (colonia dedicata e prediletta da Gabriele D'Annunzio), "Giacinto Innamorato", "Gardenia", "La Rosa", "Malia", "Tabacco D'Harar", "Nina sorridi" (in vetro di Murano),"Lavanda Piemonte Reale (alluminio ricoperto da legno). 
Dopo la guerra, dal 1947: "Ricordo d'Autunno", "Le Quattro Stagioni" (in flaconi di Fulvio Bianconi), "Insidia", "Ricordo d'Estate", "Ricordo d'Inverno", "Ricordo di Primavera". La ditta realizzò anche ciprie, talchi, brillantine, creme, saponi e sigarette profumate. I flaconi, in vetro o in ceramica, erano realizzati in esclusiva. L'esportazione in USA, iniziata nel 1922, aveva un punto di riferimento commerciale a Philadelphia, in 119, So. 4th Street. Nel dopoguerra l'esportazione in USA si realizzò tra il 1947 e il 1951.